# Шмарин, Леонид Антипович
Леонид Антипович Шмарин (1872—?) — юрист, депутат Государственной думы Российской империи II созыва  от города Астрахань.

## Биография
Родился в 1872 году; происходил из купеческого сословия. Окончил Астраханскую гимназию и, в 1895 году — юридический факультет Московского университета.
Служил чиновником управления калмыцким народом, был присяжным поверенным. Состоял в Конституционно-демократической партии. С 1900 года — гласный Астраханской городской думы, а в 1903—1907 годах был её председателем; подвергался преследованиям со стороны администрации.
Был избран 6  февраля 1907 года от съезда городских избирателей в Государственную думу Российской империи II созыва, где вошёл в состав Конституционно-демократическую фракцию. Состоял в думской комиссии о нормальном отдыхе служащих в торговых и ремесленных заведениях. Избран секретарём думской комиссии по запросам.  Выступил с докладом 8-го отдела по проверке прав членов Государственной Думы.
Дальнейшая судьба и дата смерти неизвестны.